# Little Dots
Little Dots è un album discografico del compositore italoamericano Frank Zappa.
Pubblicato il 4 novembre 2016, è stato definito dal Zappa Family Trust come il sequel di Imaginary Diseases del 2006.

## Tracce
1. Cosmik Debris – 5:40
2. Little Dots (Part 1) – 11:00
3. Litte Dots (Part 2) – 12:59
4. Rollo Includes: Rollo/The Rollo Interior Area/Rollo Goes Out – 9:04
5. Kansas City Shuffle – 6:46
6. Columbia, S.C. (Part 1) – 8:58
7. Columbia, S.C. (Part 2) – 16:40

## Formazione
- Frank Zappa - chitarra, voce, cori
- Ralph Humphrey - batteria
- Sal Marquez - tromba, cori
- George Duke - tastiere, sintetizzatori
- Tom Fowler - basso
- Bruce Fowler - trombone
- Ruth Underwood - marimba, xilofono, percussioni
- Ian Underwood - flauto,, clarinetto, sassofono tenore, sassofono contralto
- Jean-Luc Ponty - violino, violino baritono